# لارس هرماندر
لارس هُرماندر (سوئدی: Lars Hörmander; ۲۴ ژانویهٔ ۱۹۳۱ – ۲۵ نوامبر ۲۰۱۲) ریاضی‌دانِ سوئدی، متخصّصِ معادله دیفرانسیل با مشتقات پاره‌ای بود.
وی همچنین برنده جوایزی همچون مدال فیلدز شده‌است.